# Sinan Kaloğlu
Sinan Kaloğlu (* 10. Juni 1981 in Ovacık) ist ein türkischer Fußballspieler.

## Karriere

### Verein
Sinan Kaloğlu begann seine Karriere bei Boluspor. Als Ersatzspieler gedacht, wechselte Sinan zu Altay İzmir. Dort war er für ein Jahr an Marmaris Belediyespor verliehen. Beşiktaş Istanbul verpflichtete danach Sinan. Für die nächsten zwei Spielzeiten wurde Sinan Kaloğlu zuerst an Diyarbakırspor und danach an Manisaspor verliehen. Da er dort nicht eingesetzt wurde, verließ Sinan Beşiktaş in Richtung Bursaspor. In Bursa war er Stammspieler und erzielte in insgesamt 54 Spielen zwölf Tore.
Zur Spielzeit 2008/09 wechselt Kaloglu zum Bundesligisten VfL Bochum. Dort konnte er sich aber nicht durchsetzen und wechselte zur Saison 2009/2010 zu Vitesse Arnheim in die Niederlande.
Im Sommer 2011 kehrte er in seine türkische Heimat zurück und unterschrieb beim Erstligisten Kardemir Karabükspor. Diesen Verein verließ er direkt nach der Winterpause und wechselte zum Ligakonkurrenten Antalyaspor.
Zur Spielzeit 2012/13 wurde sein Wechsel zu Sanica Boru Elazığspor bekanntgegeben. Hier hatte er mit seinen sechs Ligatorn maßgeblichen Anteil daran, dass sein Verein zum Saisonende den Klassenerhalt erreichte.
Nach einem Jahr verließ er Elazığspor und wechselte zum Liganeuling Kayseri Erciyesspor. Diesen Verein verließ er zur nächsten Rückrunde Richtung Zweitligist Mersin İdman Yurdu.

### Nationalmannschaft
Für die türkische Nationalmannschaft bestritt er sein erstes Spiel in einem Freundschaftsspiel gegen Aserbaidschan.
Zuvor absolvierte er 21 Spiele für die türkische U-21-Nationalmannschaft und erzielte dabei neun Tore.

## Erfolge
Mit Altay Izmir
- Playoff-Sieger der TFF 1. Lig und Aufstieg in die Süper Lig: 2001/02

Mit Mersin İdman Yurdu
- Playoff-Sieger der TFF 1. Lig und Aufstieg in die Süper Lig: 2013/14